# Peleng
Peleng (em indonésio:  Pulau Peleng) é uma ilha da Indonésia com área de 2345 km² ao largo da costa oriental de Celebes, Indonésia. É a maior ilha do grupo das ilhas Banggai (Kepulauan Banggai). Está rodeada pelo mar de Banda e mar das Molucas. O seu ponto mais alto atinge os 1052 metros de altitude
Há cinco capitais de distrito na ilha: Bulagi, Tataba, Liang, e Salakan Sambiut. A maioria da população na ilha Peleng vive da produção de cocos, batatas, ou da pesca. As cidades maiores são Bonganang e Basiano.
Algumas das ilhas menores que rodeiam Peleng são a ilha de Banggai, Bowokan, Labobo, Kebongan, Kotudan, Tropettenando, Timpau, Besar Salue, Salue Kecil, Masepe e Bangkulu.
- Cidades:
  - Basiano
  - Bongangang
  - Bulagi
  - Lolantang
  - Lukpenenteng
  - Luksagu
  - Pelei
  - Mumulusan
  - Salakan